# 1+2=Paradise
1+2=Paradise (jap. 1+2=パラダイス Ichi tasu ni wa paradaisu) – manga autorstwa Sumiko Kamimury, publikowana na łamach magazynu „Gekkan Shōnen Magazine” wydawnictwa Kōdansha od października 1988 do listopada 1990. Na jej podstawie powstały dwa odcinki OVA, wydane w 1990 roku.
Ze względu na zawarte w niej treści seksualne seria została umieszczona na liście „szkodliwych mang” prowadzonej przez lokalne i krajowe organy rządowe. Negatywny rozgłos doprowadził do tego, że wydawnictwo Kōdansha zaprzestało dalszej publikacji serii.

## Fabuła
Historia skupia się na Yusuke Yamamoto, nastoletnim synu dwójki ginekologów. Jako chłopiec Yusuke prawie został wykastrowany przez swoje dwie przyjaciółki z dzieciństwa, bliźniaczki Yukę i Rikę Nakamurę, które mieszkają obok, przez co boi się kobiet. Jednak po uratowaniu ich przed atakiem psa, bliźniaczki zakochują się w nim. Na początku historii dziewczęta ponownie pojawiają się w domu Yusuke, a jego ojciec zaprasza je, by zamieszkały z nimi, licząc, że wyleczy to gynofobię jego syna.

## Bohaterowie
- Yusuke Yamamoto (jap. 山本優介 Yamamoto Yūsuke)

Seiyū: Kappei Yamaguchi 
- Yuka Nakamura (jap. 中村結花 Nakamura Yuka)

Seiyū: Riyako Nagao 
- Rika Nakamura (jap. 中村梨花 Nakamura Rika)

Seiyū: Chieko Honda 
- Ojciec Yūsuke

Seiyū: Kei Tomiyama 

## Manga
Manga była publikowana w magazynie „Gekkan Shōnen Magazine” od 6 października 1988 do 6 listopada 1990, ale została przerwana po tym, jak spotkała się z negatywnym odbiorem ze względu na przedstawienie nagości i treści o zabarwieniu seksualnym. Wydawnictwo Kōdansha zebrało jej rozdziały w 4 tankōbonach, wydawanych od 14 marca 1989 do 14 czerwca 1990. W latach 1994–1995 została opublikowana ponownie przez wydawnictwo Shōbunkan.
| Nr | Data wydania (język japoński) | ISBN (język japoński)  |
| -- | ----------------------------- | ---------------------- |
| 1  | 14 marca 1989                 | ISBN 978-4-06-302266-7 |
| 2  | 12 czerwca 1989               | ISBN 978-4-06-302274-2 |
| 3  | 12 października 1989          | ISBN 978-4-06-302282-7 |
| 4  | 14 czerwca 1990               | ISBN 978-4-06-302305-3 |

## OVA
Na podstawie mangi powstały dwa odcinki OVA wyprodukowane przez Agent 21 i Toei Video. Za animację odpowiadało studio J.C.Staff, reżyserią na podstawie scenariusza Nobuakiego Kishimy zajął się Junichi Watanabe, a postacie zaprojektował Akiyoshi Serizawa. Oba odcinki zostały wydane odpowiednio 23 lutego i 27 kwietnia 1990.